# Dalem (Hollande-Méridionale)
Pour les articles homonymes, voir Dalem.
Dalem est un village situé dans la commune néerlandaise de Gorinchem, dans la province de la Hollande-Méridionale. Le 1er janvier 2007, le village comptait 9 740 habitants.

## Histoire
Jusqu'au 1er janvier 1818, Dalem était le nom officiel de la commune de Vuren dans le Gueldre, dont le village a fait partie jusqu'au 1er janvier 1986. À cette date, Dalem passe à la commune de Gorinchem, et de ce fait, à la province de la Hollande-Méridionale.